# Chanson de Matin

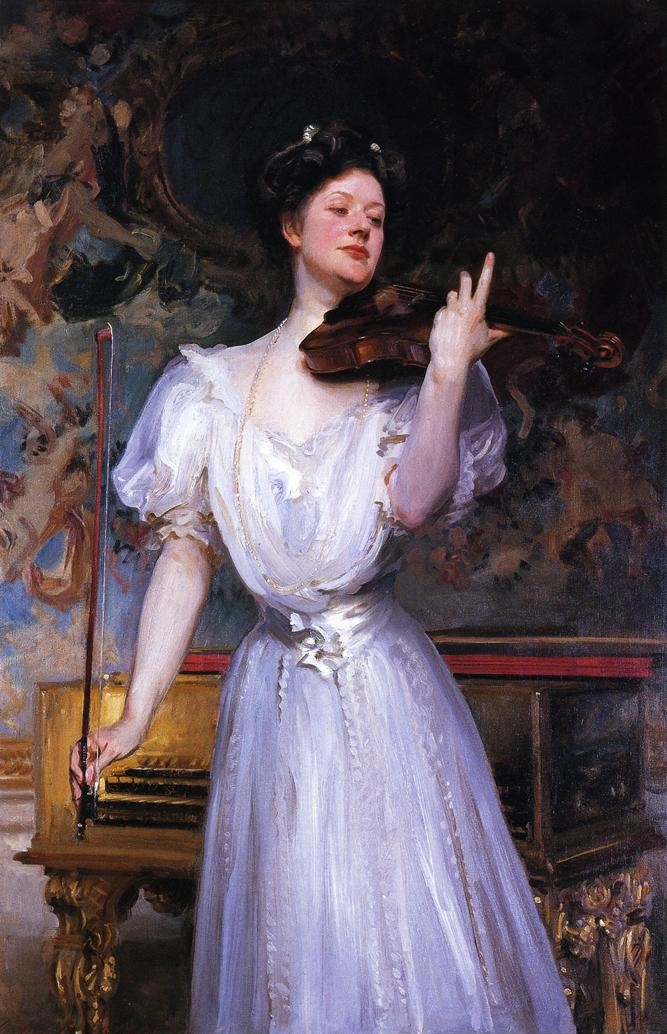
Nghệ sĩ vĩ cầm Leonora Stoschngười đã chơi tại buổi hòa nhạc mà tác phẩm được công diễn tại London.

Chanson de Matin (Bài ca bình minh), Op. 15, Số. 2, là một tiểu phẩm nhạc do Edward Elgar sáng tác cho vĩ cầm và dương cầm, và sau đó được hòa âm lại bởi chính nhà soạn nhạc. Lần xuất bản đầu tiên của tác phẩm là vào năm 1899, mặc dù người ta cho rằng tác phẩm gần như chắc chắn được viết vào năm 1889 hoặc 1890.
Elgar cũng đã sáng tác một bản nhạc "đi kèm", Chanson de Nuit, Op. 15, số 1. Đối với một số nhà phê bình, Chanson de Matin là tác phẩm kém sâu sắc hơn trong hai tác phẩm, tuy nhiên, sức hấp dẫn du dương mới mẻ đã khiến Chanson de Matin trở nên phổ biến hơn.
Phiên bản dành cho dàn nhạc của tác phẩm được xuất bản hai năm sau đó, và lần đầu tiên được trình diễn cùng với Chanson de Nuit, tại buổi hòa nhạc đi dạo ở Queen's Hall do Henry Wood thực hiện vào ngày 14 tháng 9 năm 1901.
Elgar cũng đã trích một đoạn nhạc ngắn gọn giai điệu của tác phẩm này vào chương hai của Bộ tứ tấu đàn dây cung Mi thứ do ông sáng tác năm 1918.

## Cấu trúc
Nhạc phẩm được viết ở điệu Allegretto, nhịp 2
4, cung Sol trưởng.
Một buổi biểu diễn điển hình sẽ mất khoảng 3 phút.

## Nhạc cụ hòa tấu
Elgar cũng đã biên soạn tổng phổ Chanson de Matin (và Chanson de Nuit) cho dàn nhạc nhỏ gồm một sáo, một oboe, hai kèn clarinet, một kèn bassoon, hai kèn, dàn nhạc dây và đàn hạc.

## Biên soạn
Tác phẩm được biết đến nhiều nhất trong tác phẩm nguyên gốc và phiên bản dành cho dàn nhạc của nhà soạn nhạc.
Phần biên soạn quan trọng nhất là bản biên soạn của ông cho cello và piano, viola và piano; và bởi người bạn A. Herbert Brewer cho đàn organ.
Tuy vậy, bản nhạc cũng có bản biên soạn cho các nhạc cụ khác, bao gồm oboe và piano, hòa tấu recorder (Dom Gregory Murray), ngũ tấu kèn đồng (Roger Harvey), và cho ban nhạc kèn đồng và ban nhạc kèn hơi.
Có một bản chuyển thể cho thanh nhạc và piano được xuất bản vào năm 1960, "Haste ye lông chim songsters", với lời được sáng tác bởi Laurence Swinyard.

### Biểu diễn trên video
- Gerald Elias và Marjorie Janove - Violin và Piano
- Cuarteto Assai - Bộ tứ chuỗi
- Robert Finlay - Piano
- Denis Bouriakov và John Reid - Sáo và Piano